# Поздеева, Ксения Германовна
Ксения Германовна Поздеева (родилась 8 января 1995 года) — российская регбистка, капитан пермского клуба «Витязь», игрок сборных России по регби-7 и регби-15, капитан сборной России по пляжному регби.

## Биография
Родилась и училась в пгт Игра, Удмуртской республики. 9 классов закончила по стандартной школьной программе, 10—11 класс обучалась в Роснефть-классе(программа НК «Роснефть») МБОУ Игринской СОШ № 4. Окончила школу с серебряной медалью. В школе увлекалась баскетболом и лыжами. В 2012 году поступила в ПГНИУ г. Пермь на геологический факультет. В 2016 году окончила бакалавриат по направлению Геология и геохимия горючих ископаемых. В 2018 году окончила магистратуру по направлению геология и геохимия нефти и газа. Оба диплома о высшем образовании с отличием. Во время учёбы в университете познакомилась с Амоновым Максимом Едгоровичем, именно он и предложил попробовать себя в регби. Воспитанница пермской ДЮСШ «Олимпийские ракетки». Дебют в регби случился на соревнования по регби в г. Зеленоград в апреле 2016 года (1 тур Федеральной регбийной лиги). Выступает за пермский «Витязь» в турнирах по регби-7 (женская Федеральная лига) и пляжному регби (с 2016 года). В 2017 году была вызвана в сборную России перед дебютным чемпионатом Европы по пляжному регби, на котором россиянки одержали победу, повторила успех в 2018 году. В составе регбийного клуба «Витязь» является трехкратной чемпионкой Федеральной регбийной лиги (сезон 2016, 2017, 2018).
В 2019 году стала бронзовым призёром чемпионата Европы по регби-15 и Летней Универсиады по регби-7 (представляла Пермский государственный научный исследовательский университет), в том же году выиграла чемпионат Европы по пляжному регби (в финале была удалена с поля, однако в меньшинстве россиянки занесли победную попытку). В 2020 году в составе сборной России по регби-15 готовилась к игре против женской сборной Нидерландов на чемпионате Европы (победа 27:21).